# نتاشا ملادينوفسكا
نتاشا ملادينوفسكا مواليد 12 فبراير 1986 في كومانوفو، جمهورية مقدونيا، هي لاعبة كرة يد مقدونية تلعب كمحور. مثلت منتخب مقدونيا لكرة اليد للسيدات.

## سجل المنافسة
شاركت في البطولات التالية:
- بطولة أوروبا لكرة اليد للسيدات 2012